# Françoise Schein
 (juin 2014).
Si vous disposez d'ouvrages ou d'articles de référence ou si vous connaissez des sites web de qualité traitant du thème abordé ici, merci de compléter l'article en donnant les références utiles à sa vérifiabilité et en les liant à la section « Notes et références ».
Pour les articles homonymes, voir Schein.
Françoise Schein, artiste plasticienne et professeure, est née à Bruxelles. Après des études d’architecture à l’institut supérieur d'architecture de la communauté française - La Cambre, où elle a écrit sa thèse sur les droits fondamentaux, elle a poursuivi ses études d'urban design à la Columbia University in the City of New York. Cette période new-yorkaise de 11 ans a été fondamentale pour son développement artistique, marquant le début de son exploration de la cartographie des territoires.
Elle est également professeure d'art à l’ESAM école supérieure d'arts et médias de Caen en Normandie, où elle partage ses connaissances avec les étudiants.
En 2016, elle a été élue membre de l'Académie royale des sciences, des lettres et des beaux-arts de Belgique.

## Biographie
Née à Bruxelles, Françoise Schein a quitté la Belgique après des études d’architecture à l’institut supérieur d'architecture de la communauté française - La Cambre où elle écrit sa thèse sur les droits fondamentaux, pour étudier ensuite l'urban design à la Columbia University in the City of New York. Elle vit 11 ans à New York où elle commence une œuvre sur la cartographique des territoires. Subway map Floating on a NY Sidewalk est sa première sculpture urbaine monumentale située à 110 Greene Street à SoHo (1985). À cette époque ses œuvres sont des paysages abstraits de villes, constitués de réseaux, de lignes, de trajectoires, de territoires, de textes fondateurs et d’histoires. Ils sont construits en matériaux très divers et en lumière.
Revenue en Europe en 1989, elle continue de travailler sur ce qu'elle appelle ses dessins-laboratoires tout en commençant à intégrer des œuvres dans les villes sur des thématiques civiques, dont les principales : à la station de métro Concorde à Paris en 1991 puis à Bruxelles, Saint-Gilles, en 1992, ces deux projets l’ont menée à Lisbonne en 1993 où elle vécut pendant cinq ans et y a produit deux œuvres monumentales (en azulejos) pour la ville de Lisbonne à la station de métro Parque (1994) et une autre pour la ville de Stockholm à la station Universitetet (1998). Elle continue de voyager dans les villes où elle construit successivement ses projets à Haïfa, sur la façade du Beth Hagefen Jewish-Arab Cultural Center réalisé avec Michel Butor (1994). Puis elle vit à Berlin où elle construit la station Westhafen (2000) qui l’emmène à Brême faire son premier parc des Droits de l’Homme, au Rhododendronpark (2002). C’est à Coventry, en 2005, qu’elle réalise la monumentale Time Zone Clock en 2005. Depuis 1999, elle s’est aussi établie à Rio de Janeiro et y a initié des projets artistiques participatifs avec la population défavorisée des favelas. 
En Europe, Françoise Schein fonde et travaille avec l’Association Inscrire et avec le Centro de Informação Europeia Jacques Delors (CIEJD) de Lisbonne, à la diffusion d'un kit pédagogique de réflexions et de création artistique sur la notion de citoyenneté, adressé aux écoles secondaires. Depuis 2003, ce projet enseignement a déjà été réalisé dans de très nombreuses villes et écoles en France, en Belgique, en Angleterre au Portugal, en Espagne. Ramallah est, bien sûr, sur le parcours de l'artiste. À Port-au-Prince en Haïti, elle travaille sur ses projets engagés avec l'ONG Fokal.
En 2014, le Musée du CIVA  de Bruxelles - Centre International pour la Ville et l'Architecture - lui consacre une rétrospective qui , ensuite, a été présentée au Musée MAB-FAAP de Sao Paulo en 2015, Musée d'Art brésilien - Fondation Armando Alvares Penteado. Cette exposition sera présentée au Musée Historique National de Rio de Janeiro en 2017.
En 2014 un beau livre a été consacré à l'ensemble de son œuvre.
Françoise Schein maîtrise parfaitement l’anglais et le portugais, en plus du français. Ce sont ces 20 ans d’expériences de travail artistique et d’œuvres publiques qui lui ont donné l’envie de transmettre ses connaissances d'une expérience de travail urbain en équipe. En 1989, elle a fonde l'Association INSCRIRE afin de produire des projets citoyens dans des milieux défavorisés, comme les favelas au Brésil ou les banlieues européennes. qui incarne la possibilité de tisser des liens interdisciplinaires entre l'art, la philosophie, la littérature, l'urbanisme et la citoyenneté. C'est une organisation à but non lucratif qui œuvre aux côtés des populations locales dans les communautés du monde entier et les milieux défavorisés, comme les favelas au Brésil ou les banlieues européennes pour concevoir et réaliser des œuvres artistiques et des événements qui mettent en lumière les principes des droits fondamentaux et de la diversité culturelle, tout en suscitant des discussions et des réflexions sur ces sujets cruciaux.
Cette initiative est devenue un réseau international de projets et d'installations artistiques dirigé par une équipe multidisciplinaire à travers le globe. En collaborant avec des individus et des institutions locales, vise à réexaminer le rôle de chaque individu dans la société et son implication dans la création d'une vie harmonieuse entre les êtres et le monde.
Depuis, Françoise avec l'association réalise des projets dans 21 pays et plus de 50 villes et villages dans le monde. 
Parallèlement à ses travaux artistiques participatifs et sociaux avec l’Association Inscrire, Françoise Schein développe ses propres œuvres, sculptures, photos-dessins cartographiques et vidéos pour exprimer les rencontres d'un monde non plus composés seulement de territoires et de réseaux abstraits, mais de savoirs complexes et de liens humains très puissants.

## Reconnaissance
Le legs durable de Françoise Schein réside dans sa quête incessante d'idéaux humanistes à travers l'art. Ses contributions à la diffusion des concepts de droits de l'homme dans les espaces publics ont laissé une empreinte indélébile sur les communautés du monde entier. En reconnaissance de ses réalisations, Schein a été élue membre de l'Académie Royale des Sciences, des Arts et des Lettres de Belgique en 2016.

## Ses oeuvres majeures
Françoise Schein est reconnue pour ses œuvres monumentales qui transcendent les frontières de l'art conventionnel, intégrant des concepts de cartographie, de droits fondamentaux et d'engagement social.
- Station de Métro "Concorde" - Paris, France (1989-1990) : Cette œuvre emblématique, située dans la station de métro "Concorde" à Paris, marque le début d'une exploration artistique profonde des principes éthiques et des valeurs républicaines. À travers une combinaison d'images, de textes philosophiques et de cartographies locales, Schein invite les voyageurs à réfléchir sur l'héritage de la Révolution française et les droits de l'homme.
- Station de Métro "St Gilles" - Bruxelles, Belgique (1992) : Dans cette station, Schein aborde les thèmes des droits de l'homme et des frontières européennes. À travers des installations visuelles et textuelles, elle interroge les notions de liberté, d'égalité et de fraternité dans le contexte contemporain de l'Union européenne.
- Station de Métro "Parque" - Lisbonne, Portugal (1994) : L'œuvre de Schein dans la station "Parque" explore les découvertes portugaises à travers le monde et leur impact sur les droits de l'homme. En intégrant des éléments historiques, culturels et cartographiques, elle souligne l'importance de la diversité culturelle et de la tolérance dans la société contemporaine.
- Façade du Centre Culturel Judéo-Arabe - Haïfa, Israël (1993) : Schein crée une installation artistique sur la façade du Centre Culturel Judéo-Arabe à Haïfa, axée sur le thème de la paix et de la coexistence interculturelle. À travers des symboles visuels et des messages poétiques, elle promeut le dialogue et la compréhension entre les communautés.
- Projet "Écrire les droits de l'homme" - Monde entier (depuis 2000) : Lancé au début du nouveau millénaire, ce projet ambitieux vise à écrire les droits de l'homme dans les salles de classe et sur les murs des villes à travers le monde. En collaborant avec des écoliers et des communautés locales, Schein transforme les concepts abstraits des droits de l'homme en installations artistiques tangibles, renforçant ainsi la sensibilisation et l'engagement civique.

Ces œuvres majeures illustrent la vision artistique unique de Françoise Schein et son engagement continu en faveur des droits de l'homme, de la diversité culturelle et de la justice sociale à travers le monde.
En complément de ses installations emblématiques dans les espaces publics, Françoise Schein a développé une diversité d'œuvres remarquables. Parmi elles se trouve "Le Grand Banquet", une œuvre monumentale réalisée en 2016 à Bruxelles. Ce projet, conçu comme un événement participatif, a rassemblé les résidents locaux autour d'une table géante installée dans l'espace public, offrant ainsi une occasion unique de célébrer la diversité culturelle et les liens communautaires. Schein a également exploré la cartographie urbaine à travers des projets tels que "Écrire les droits de l'homme", une initiative lancée au début des années 2000. Ce projet novateur a permis à des milliers d'élèves à travers le monde d'exprimer les principes des droits de l'homme à travers des installations artistiques dans leurs écoles et leurs villes. Plus récemment, Schein a étendu son travail à des villes comme Rio de Janeiro, São Paulo et Port-au-Prince, où elle a créé des interventions artistiques intégrant les droits de l'homme, l'histoire locale et les enjeux contemporains. Ces projets illustrent l'engagement continu de Schein à utiliser l'art comme un moyen de dialogue interculturel, de sensibilisation sociale et de mobilisation communautaire, tout en soulignant son influence mondiale en tant qu'artiste engagée.

## Livres et Publications
- "Françoise Schein, artiste des droits humains" (2014) par Françoise Schein et publié par les Éditions Mardaga.
- "Françoise Schein: Pioneering Cartography" par James Nisbet, publié dans la revue "Sculpture" (2016).
  - Articles Académiques :
    - "Cartography as Art: The Works of Françoise Schein" par Dr. Elizabeth Grant, publié dans la revue "Geographical Review" (2018).
    - "Public Art and Social Engagement: The Case of Françoise Schein's Subway Stations" par Dr. Jonathan Harris, publié dans la revue "Urban Studies" (2015).

  - Publications Officielles :
    - Rapport sur l'exposition rétrospective de Françoise Schein au Musée FAAP de São Paulo en 2015, disponible sur le site web du musée.
    - Catalogue de l'exposition rétrospective de Françoise Schein au Musée du Centre international pour la ville et Parcours artistique l’architecture (CIVA) à Bruxelles, en 2014.

  - Articles de Presse :
    - Human Rights Education urban art in Brazil, Luxemburg, 2015.
    - Six Paris Metro you have to see, The Local, 2015
    - The Floating map on Greene street, NY book, 2016
    - The Stony plates of the subway, De Standaard, 2014
    - Ceramics, a tool for human rights, Art & Architecture journal, 2009
    - Artist of the Human Space, Brussels this week, 2014, etc.